# Maryna Lissohor
Maryna Oleksandriwna Lissohor (ukrainisch Марина Олександрівна Лісогор; * 11. Mai 1983 als Maryna Malets) ist eine ehemalige ukrainische Skilangläuferin. Sie nahm an den Olympischen Winterspielen 2006 in Turin und 2014 in Sotschi teil.

## Werdegang
Lissohor erreichte bei den Nordischen Skiweltmeisterschaften 2005 in Oberstdorf den 43. Platz im Sprint sowie den 13. Rang mit der Staffel und bei den Olympischen Winterspielen in Turin 2006 im Teamsprint Klassisch den Rang 16, im Sprint Freistil den Rang 43, im 30 Kilometer Massenstart Freistil beendete sie das Rennen ohne Zieleinlauf. Bei den Rollerski-Weltmeisterschaften 2013 in Bad Peterstal erreichte sie im 250 Meter Sprint Freistil den siebten Platz. Im Skilanglauf-Weltcup startete sie fünfmal und erreichte im Dezember 2009 in Düsseldorf mit dem 33. Platz im Sprint ihr bestes Ergebnis in dieser Rennserie. Zudem nahm sie an der Winter-Universiade 2001, 2003, 2005, 2007 und 2009. Dabei gewann sie im Jahr 2009 in Yabuli die Bronzemedaille im Sprint und die Silbermedaille mit der Staffel. Bei Rollerski-Weltmeisterschaften holte sie zweimal Gold und zweimal Bronze.
Bei den Olympischen Spielen in Sotschi 2014 belegte sie in der Qualifikation des Sprints Freistil ebenso wie im klassischen Rennen über 10 Kilometer den 58. Platz. Die geplante Teilnahme am Halbfinale des Teamsprints Klassisch verweigerte sie, da ihr vom IOC untersagt worden war, als Zeichen der Trauer über die Toten der politischen Proteste in Kiew eine schwarze Armbinde zu tragen. Kurz darauf wurde bekannt, dass sie positiv auf das Stimulans Trimetazidin getestet wurde. Laut ihren Angaben hatte sie gegen Müdigkeit ein Medikament mit diesem Wirkstoff eingenommen, das sie bereits 2004 nach einer Schilddrüsenoperation genommen hatte. Sie habe nicht gewusst, dass der Wirkstoff am 1. Januar 2014 in die Liste verbotener Substanzen aufgenommen wurde.

## Privatleben
Maryna Lissohor hat an der Pädagogischen Hochschule in Tschernihiw Sportlehramt studiert. Sie ist mit ihrem Trainer Wladyslaw Lisogor verheiratet und hat zwei Kinder.